# Brote de COVID-19 en la Casa Blanca
El brote de coronavirus en la Casa Blanca, fue un contagio que afectó a algunos de los principales cargos del gobierno de Donald Trump, siendo detectado a finales de septiembre y principios de octubre de 2020. Varias personas en la Casa Blanca dieron positivo al SARS-CoV-2, el virus que causa el COVID-19. El 2 de octubre, el presidente Donald Trump, su esposa Melania Trump, la asesora de prensa Hope Hicks, el director de la campaña presidencial Bill Stepien y la exconsejera de la Casa Blanca Kellyanne Conway anunciaron que habían dado positivo por el virus. Ese mismo día, se reveló que los senadores Thom Tillis y Mike Lee dieron positivo. Más tarde, el senador Ron Johnson dio positivo, así como el presidente de la Universidad de Notre Dame, John I. Jenkins. Tres miembros del cuerpo de prensa de la Casa Blanca, incluido Michael D. Shear, también dieron positivo.
El 2 de octubre, Trump fue hospitalizado en el Centro Médico Militar Nacional Walter Reed. Ese mismo día se anunció que la presidenta del Partido Republicano, Ronna McDaniel, dio positivo con el virus COVID-19. El 3 de octubre, el exgobernador de Nueva Jersey, Chris Christie, confirmó que había dado positivo por COVID-19.

## Acto en el Jardín de Rosas

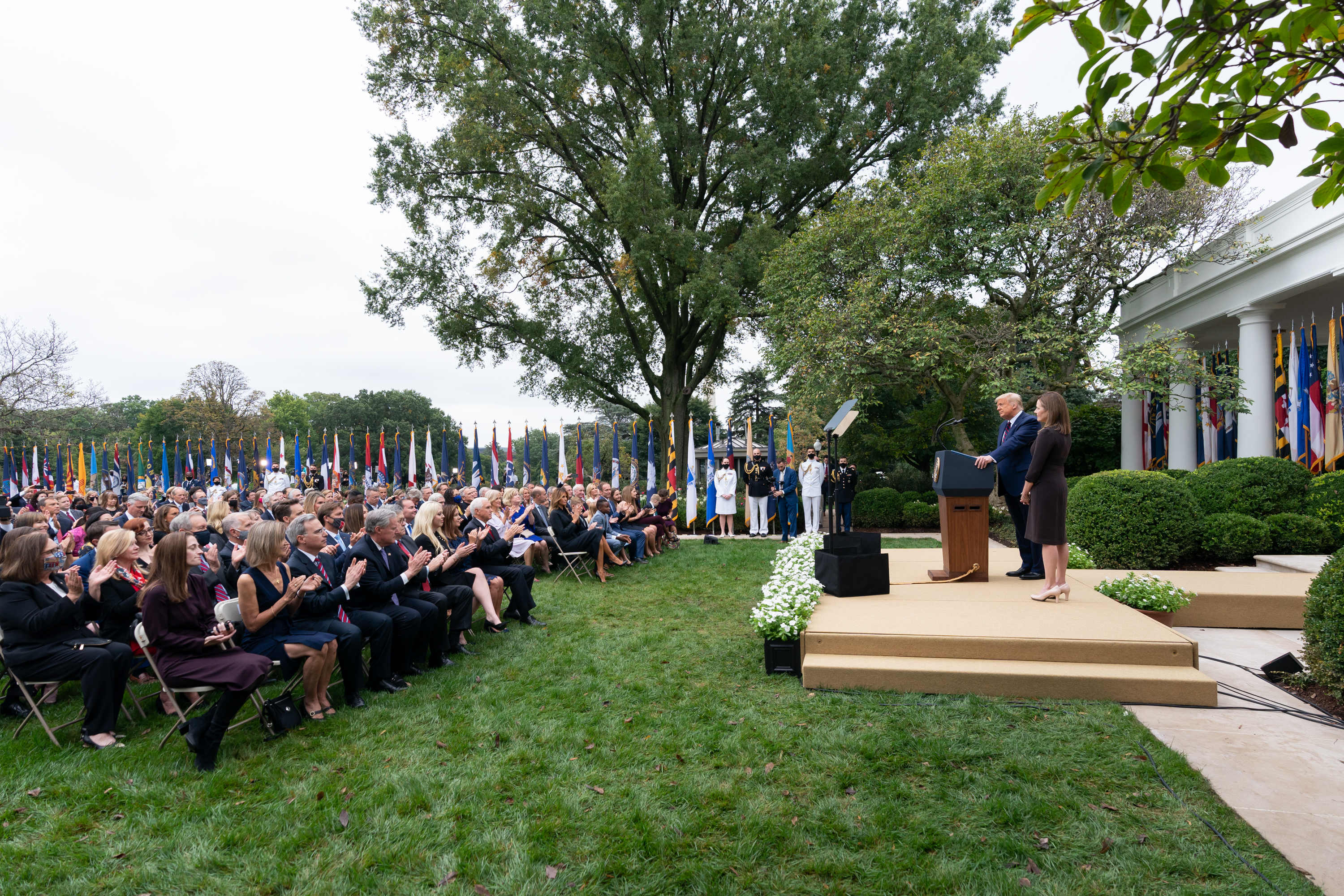
Acto del presidente Donald Trump en Jardín de Rosas de la Casa Blanca, el que se cree como uno de los principales lugares de dispersión del contagio.

El 26 de septiembre de 2020, se llevó a cabo un acto en el Jardín de Rosas de la Casa Blanca en el que se anunció la nominación de Amy Coney Barrett a la Corte Suprema tras la muerte de Ruth Bader Ginsburg. La mayoría de los asistentes al evento no usaban máscaras y los asientos no estaban socialmente distanciados. Al menos ocho asistentes dieron positivo en la semana siguiente:  el presidente, la primera dama, Hicks, Tillis, Lee, Jenkins, el ex consejero del presidente Kellyanne Conway y el exgobernador de Nueva Jersey Chris Christie. Lee fue filmado abrazando a otros asistentes sin usar una máscara. Cinco de estas personas estaban sentadas en las tres primeras filas del evento, en estrecho contacto con otros altos funcionarios republicanos. Más tarde, Jenkins emitió una declaración diciendo: "Lamento mi error de juicio al no usar una máscara durante la ceremonia y al estrechar la mano de varias personas en el Jardín de Rosas". Christie, quien también estuvo presente en la preparación del debate para Trump y en la ceremonia de nominación de Barrett, confirmó el 3 de octubre que había dado positivo por COVID-19.
El Dr. Robert Murphy, director ejecutivo del Instituto de Salud Global de la Universidad Northwestern, dijo que si las infecciones se remontan a la ceremonia del jardín de rosas, es posible que hayan sido iniciadas por un "súper contagiador" (persona altamente contagiosa), y que podría haberse evitado si se hubieran usado máscaras faciales y se hubiera realizado el correspondiente distanciamiento social.
Conway reveló que había dado positivo por COVID-19 la noche del 2 de octubre y ese mismo día, se reveló que los senadores Mike Lee y Thom Tillis dieron positivo.
Más tarde se reveló que Barrett tenía COVID-19 en los meses anteriores a su nominación. El 2 de octubre de 2020, la Casa Blanca anunció que había dado negativo en la prueba de COVID-19.

## Debate presidencial
El martes 29 de septiembre, el personal de la Casa Blanca asistió al primer debate presidencial en la Clínica Cleveland. Posteriormente, al menos 11 personas que participaron en la preparación para el evento dieron positivo y, a pesar de las afirmaciones anteriores de que todos los participantes serían evaluados, el moderador del debate Chris Wallace reveló más tarde que Trump y su personal llegaron demasiado tarde para ser evaluados y, en cambio, fueron admitidos en la sala de debates. Al menos tres de los ingresados serían diagnosticados con COVID-19 en los siguientes días: el presidente, la primera dama y Hope Hicks. En el mismo debate, al ser interpelado por no usar lo suficiente la mascarilla, el presidente le respondió diciendo: "No uso la mascarilla como él [Joe Biden]. Cada vez que lo ves, lleva mascarilla. Podría estar hablando a 200 pies (60 metros) de ellos y aparecer con la mascarilla más grande que he visto” y que "cuando es necesario, uso mascarillas”.
Antes del debate, ambas campañas coincidieron con los términos de la Comisión; esos términos dictaban que todos los asistentes llevarían máscara, con excepción de los dos candidatos presidenciales y el moderador del debate. A pesar de esto, varios de los invitados de Trump en la audiencia, incluida su esposa Melania, miembros de su familia y personal superior, no las usaron. Cuando el personal de la Clínica Cleveland les ofreció personalmente máscaras a los invitados de Trump, nuevamente se negaron a cumplir con la política de enmascaramiento previamente acordada.

I don’t wear a mask like him. Every time you see him, he’s got a mask. He could be speaking 200 feet away from you and he shows up with the biggest mask I’ve ever seen
No uso la mascarilla como él [Joe Biden]. Cada vez que lo ves, lleva mascarilla. Podría estar hablando a 200 pies (60 metros) de ellos y aparecer con la mascarilla más grande que he visto”

## Detección y respuesta inicial

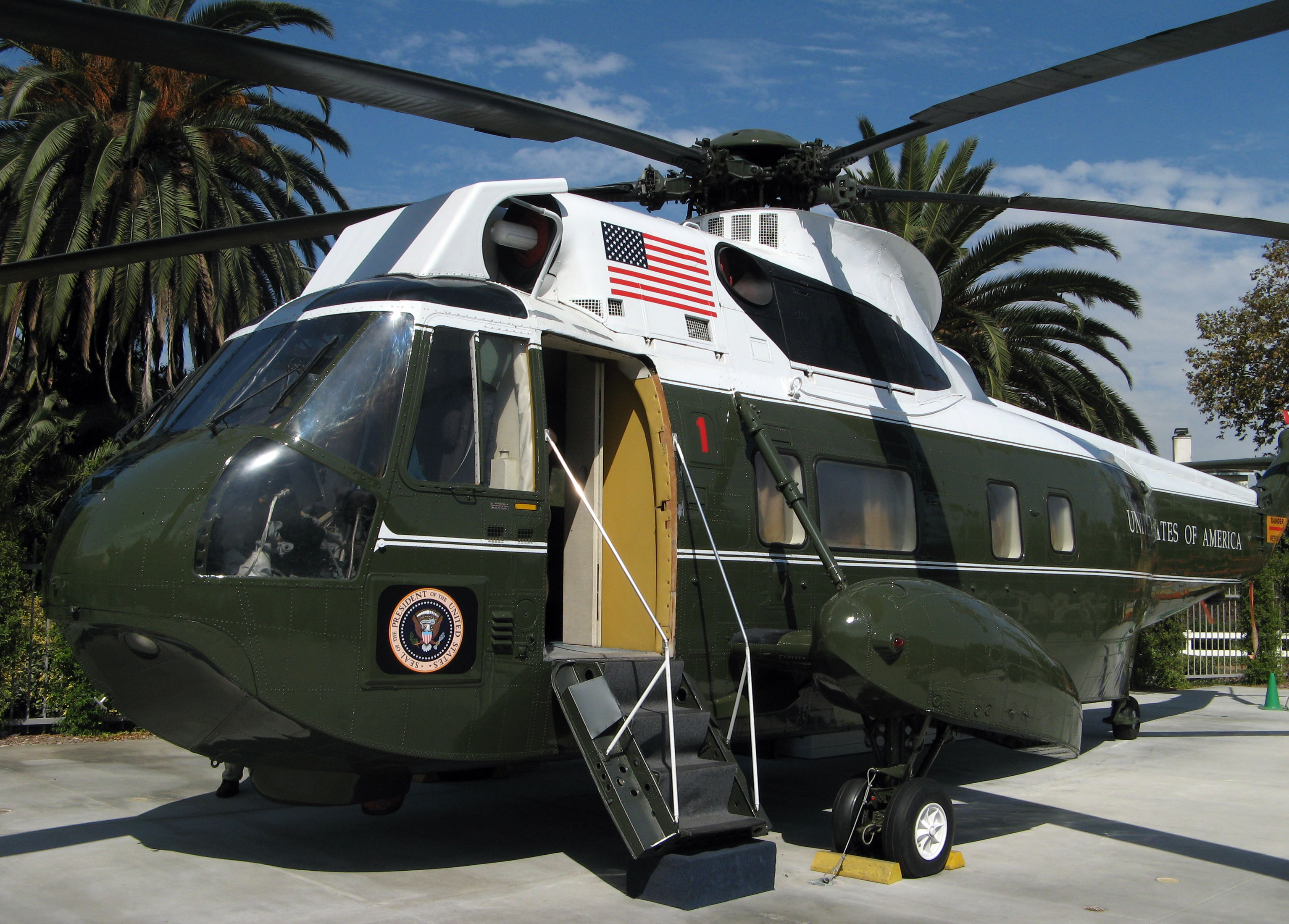
El presidente Trump fue conducido al hospital militar mediante el Marine One.

El miércoles 30 de septiembre, Hope Hicks, asesora cercana de Trump, fue diagnosticada con COVID-19 después de dar positivo y mostrar síntomas. Un pequeño grupo de funcionarios de la Casa Blanca sabía del diagnóstico, pero no se mencionó su diagnóstico en la rueda de prensa del día siguiente. Los líderes de la Casa Blanca inicialmente buscaron mantener en privado el diagnóstico de Hicks, y Trump continuó con su horario habitual, asistiendo a un evento de recaudación de fondos en el Bedminster Golf Club. Según una cronología publicada por los médicos, es posible que Trump también hubiera sido diagnosticado el 30 de septiembre.

Hicks y la Casa Blanca fueron criticados por ocultar su diagnóstico. Después de enterarse del brote, un corresponsal quedó consternado por el hecho de que la Casa Blanca no advirtiera a los expuestos:
¿Por qué la secretaria de prensa mantuvo una sesión informativa a pesar de saber que había entrado en contacto con alguien que acababa de dar positivo por coronavirus? . . . Ni siquiera nos lo dijo. Ni siquiera les dije a los periodistas que estaban en el avión. No reveló nada de eso.
El diagnóstico de Hicks finalmente se anunció en la noche del 1 de octubre. Trump reveló por primera vez el diagnóstico en una entrevista con Fox News, en la que también anunció que él y la primera dama estaban siendo examinados para el SARS-CoV-2. También lo confirmó a través de Twitter después de la entrevista. Trump había viajado con Hicks en Air Force One y Marine One antes del anuncio. 

## Hospitalización presidencial
|                  | Donald Trump | Twitter |
| @realDonaldTrump |              |         |

             Tonight, @FLOTUS
 and I tested positive for COVID-19. We will begin our quarantine and recovery process immediately. We will get through this TOGETHER!
         

        2 de octubre de 2020

A las 12:54 del mediodía del 2 de octubre, Trump anunció a través de Twitter que tanto él como la primera dama habían dado positivo por el SARS-CoV-2. Ese mismo día por la tarde día, la Casa Blanca anunció que Trump sería hospitalizado en el Centro Médico Militar Nacional Walter Reed "durante los próximos días" "por precaución", por recomendación del equipo médico encabezado por el Médico del presidente, Sean Conley. Trump, que llevaba una máscara, fue filmado brevemente caminando sin ayuda desde la Casa Blanca hasta el helicóptero Marine One afuera para transportarlo al Hospital Walter Reed.
En una conferencia de prensa el sábado por la mañana, Conley declaró que Trump ya no estaba recibiendo oxígeno, que no había tenido fiebre durante las últimas 24 horas y que estaba "muy bien". Sin embargo, poco después de la conferencia de prensa, informó Associated Press, "una persona familiarizada con la condición de Trump confirmó que Trump recibió oxígeno en la Casa Blanca". En la rueda de prensa de la mañana del 3 de octubre, Conley describió a Trump como "solo 72 horas después del diagnóstico", lo que generó dudas entre los periodistas sobre cuándo se había hecho realmente el diagnóstico, ya que se había anunciado públicamente solo 36 horas antes. Una línea de tiempo de 72 horas sugeriría que Trump en realidad tuvo la infección el 30 de septiembre, pero procedió con sus planes para una manifestación pública esa noche y una recaudación de fondos el 1 de octubre. Los médicos también revelaron que había presentado síntomas el 1 de octubre, incluida una "tos leve y algo de congestión nasal y fatiga".

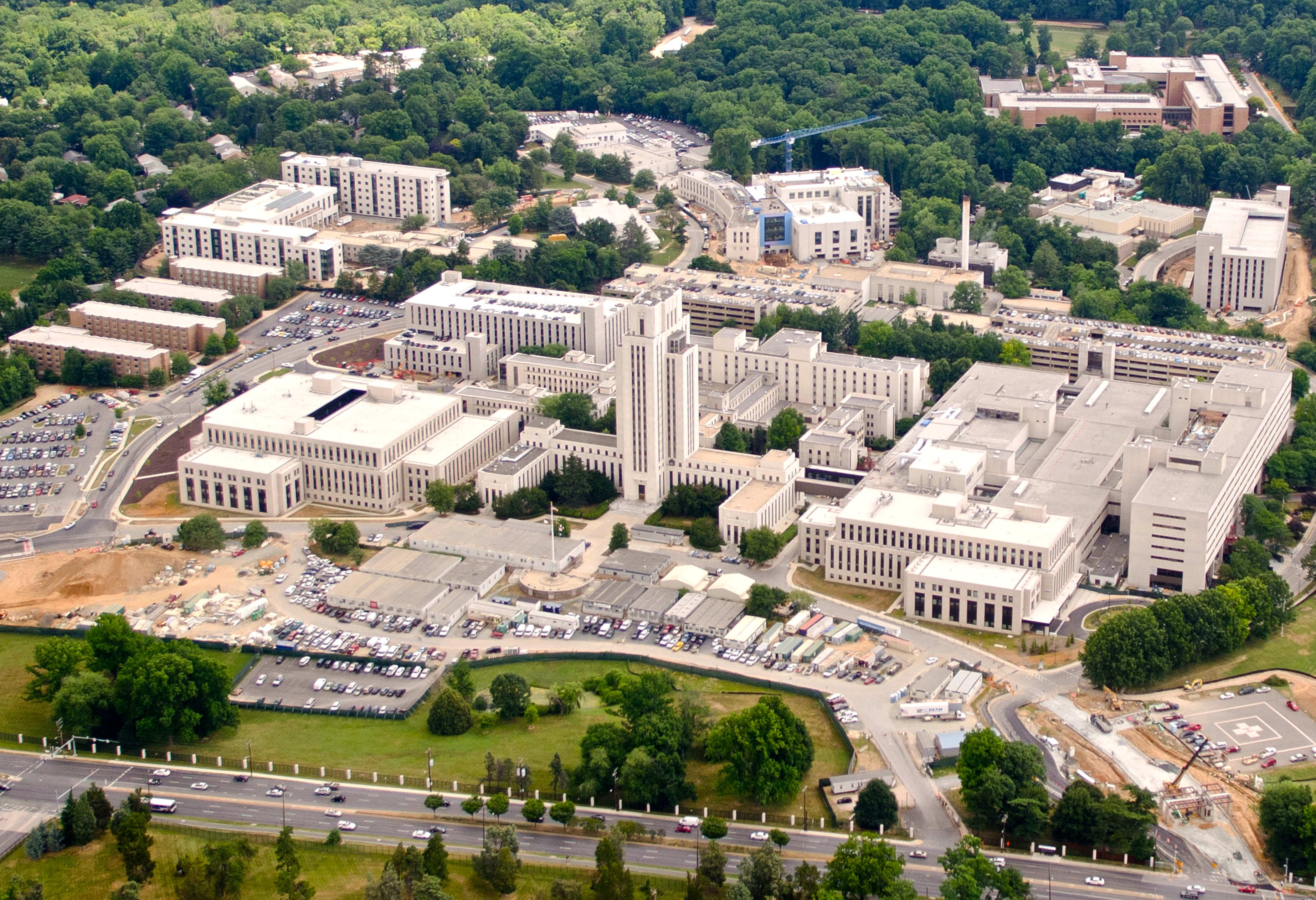
Imagen aérea del Centro Médico Militar Nacional Walter Reed, donde fue ingresado el presidente.

Desde el hospital militar, el presidente escribió un mensaje en la red social Twitter dando las gracias al personal médico y comentando su mejora de salud con las palabras:

Doctors, Nurses and ALL at the GREAT Walter Reed Medical Center, and others from likewise incredible institutions who have joined them, are AMAZING!!!Tremendous progress has been made over the last 6 months in fighting this PLAGUE. With their help, I am feeling well!
Los médicos, enfermeras y TODOS en el GRAN Centro Médico Walter Reed, y otros de instituciones igualmente increíbles que se les han unido, son INCREÍBLES !!! Se ha logrado un tremendo progreso en los últimos 6 meses en la lucha contra esta PLAGA. ¡Con su ayuda, me siento bien!

## Dispersión
También el 2 de octubre, se anunció que el gerente de campaña de Trump 2020, Bill Stepien, dio positivo. La presidenta del Comité Nacional Republicano (RNC), Ronna McDaniel, anunció su resultado positivo el 2 de octubre. McDaniel se había reunido por última vez con Trump el 25 de septiembre, el día antes de la ceremonia en el Jardín de Rosas. McDaniel dio positivo el 30 de septiembre. El 3 de octubre, el senador estadounidense de Wisconsin, Ron Johnson, que estaba en Washington D. C. en ese momento, reveló que su prueba de COVID-19 el 2 de octubre fue positiva. Tres periodistas de la sala de prensa de la Casa Blanca, incluido Michael D. Shear, también dieron positivo el 2 de octubre, al igual que un miembro del personal de la Casa Blanca que trabaja con la prensa.
A raíz de su exposición al personal de la Casa Blanca, varias personas se hicieron el test y anunciaron el día siguiente haber dado negativo en la prueba del SARS-CoV-2, como el vicepresidente Mike Pence y su esposa Karen, el candidato presidencial Joe Biden y su esposa Jill Biden, la candiadata a vicepresidenta por los Demócratas, Kamala Harris y el fiscal general William Barr. Muchos de los miembros de la familia de Trump, incluidos Ivanka Trump, Barron Trump, Jared Kushner, Eric Trump y Donald Trump Jr. también recibieron un resultado negativo, quedándose en quarentena por seguridad.

## Poderes presidenciales
A partir del 3 de octubre de 2020, el portavoz de la Casa Blanca confirmó que Trump permanece activo como presidente y que no ha hecho la transferencia del poder presidencial al vicepresidente. En caso de que Mike Pence no estuviera en condiciones, la línea de sucesión marca que la presidenta sería la demócrata Nancy Pelosi, actual presidenta de la cámara.

## Implicaciones para la seguridad nacional

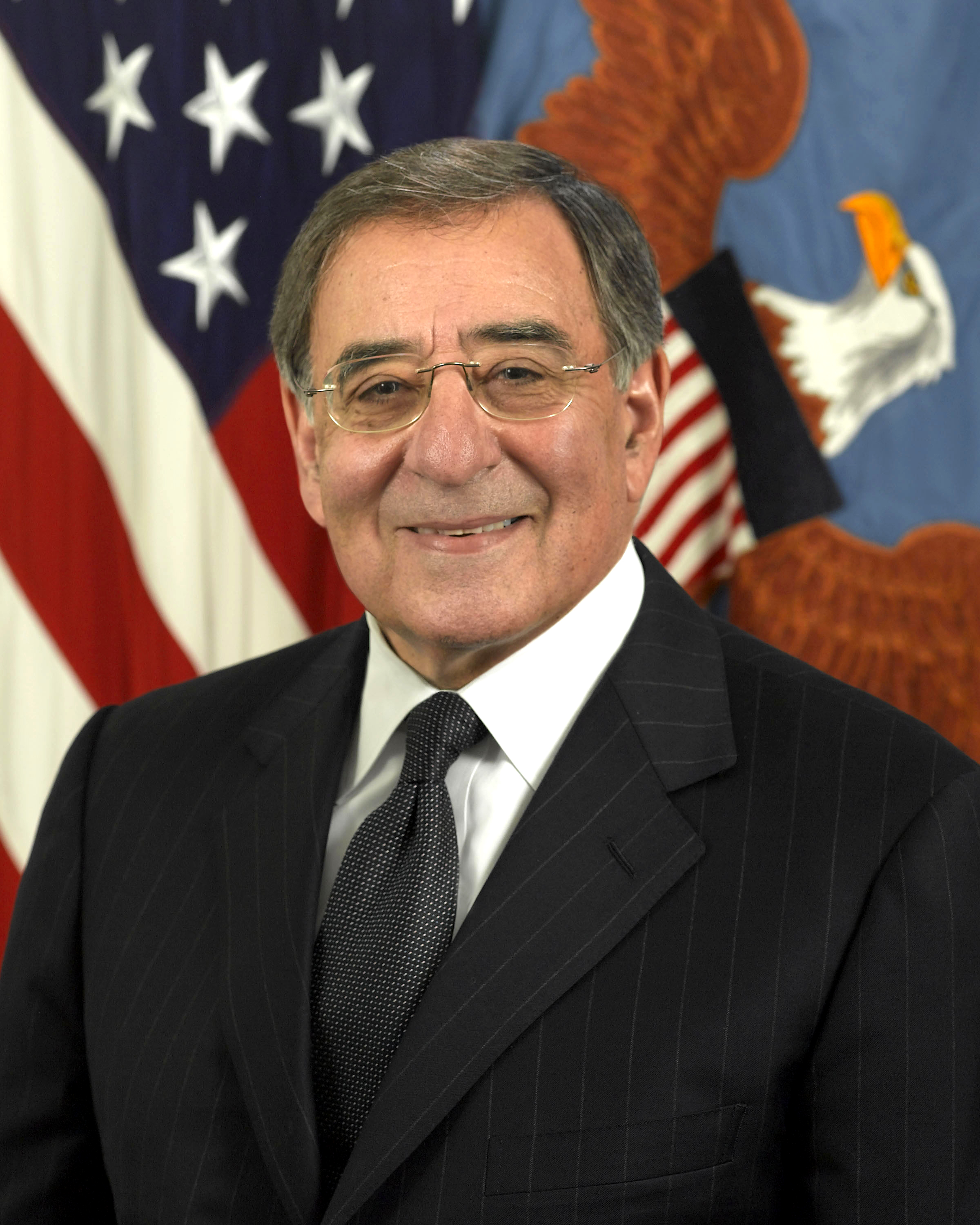
exsecretario de Defensa, Leon Panetta, en una imagen de 2011.

En la mañana del 2 de octubre, el Pentágono emitió una declaración que decía: "No hay cambios en la preparación o capacidad de nuestras fuerzas armadas. Nuestra estructura nacional de mando y control no se ve afectada en modo alguno por este anuncio". El exsecretario de Defensa, Leon Panetta, dijo que la hospitalización de Trump plantea serios problemas de seguridad nacional y que se debe esperar que los adversarios aprovechen cualquier vulnerabilidad de Estados Unidos. Con respecto al ingreso del presidente en el hospital, la directora de comunicaciones de la Casa Blanca, Alyssa Farah, dijo que no había transferido el poder al vicepresidente Mike Pence, con un "El presidente está al cargo". El 2 de octubre, la presidenta de la Cámara de Representantes, Nancy Pelosi, tercera en la línea de la presidencia, dijo que la Casa Blanca no se había puesto en contacto con ella sobre la continuidad del gobierno. En respuesta, John Cohen, un exfuncionario del Departamento de Seguridad Nacional, dijo: "Si esta administración no es eficaz para comunicarse con otras ramas del gobierno, con el público o con el resto de la comunidad global, podría tener un impacto muy peligroso. sobre nuestra seguridad nacional y estabilidad financiera mundial".
Algunos analistas de seguridad nacional dijeron que el diagnóstico puso a Estados Unidos en "territorio inexplorado" y "profundamente en la zona de peligro". Varios exfuncionarios de defensa argumentaron que la arquitectura de seguridad nacional de EE. UU., incluidos los elementos de comando y control nucleares de ese sistema, son lo suficientemente resistentes como para resistir a un presidente enfermo o incluso a uno que queda incapacitado. El exsubsecretario de Defensa para el Medio Oriente, Mick Mulroy dijo: "La infraestructura de comunicaciones de seguridad nacional está diseñada para ser estática y portátil. A menos que los síntomas sean lo suficientemente graves como para que el comandante en jefe quede incapacitado, no sería necesario cambiar la cadena de mando. Es poco probable que algún adversario utilice esto como una oportunidad para ponernos a prueba. Si lo hicieran, pasaríamos la prueba". Otros fueron más directos. "Dejen de promover la histeria y la desinformación", tuiteó Amber Smith, exfuncionaria de relaciones públicas del Pentágono bajo Trump, en respuesta a varias historias de los medios que exploran la amenaza a la seguridad nacional del diagnóstico del presidente. "Parece una patología exclusivamente estadounidense pensar que el presidente está repentinamente enfermo y ahora algunos adversarios anónimos de todo el mundo van a intentar algo", dijo Stephen Wertheim, subdirector de investigación y políticas del Instituto Quincy y académico de relaciones exteriores y orden internacional en la Universidad de Columbia.

## Lista de infecciones por COVID-19 y exposiciones notables
| Persona           | Posición | Jardín de Rosas | Debate   | Resultado                | Ref.   |
| ----------------- | --- | --------------- | -------- | ------------------------ | ------ |
| Kellyanne Conway  | Ex consejero del presidente                                                                                              | Presente        |          | Positivo                 | [ 66 ] |
| Hope Hicks        | Consejero principal del presidente                                                                                       | Presente        | Presente | Positivo                 | [ 66 ] |
| Mike Lee          | Senador de los Estados Unidos por Utah                                                                                   | Presente        |          | Positivo                 | [ 66 ] |
| Ronna McDaniel    | Presidente del Comité Nacional Republicano                                                                               |                 |          | Positivo                 | [ 66 ] |
| Michael D. Shear  | Corresponsal en la Casa Blanca de The New York Times                                                                     |                 |          | Positivo                 | [ 67 ] |
| No identificados  | Varios periodistas de la sala de prensa de la Casa Blanca                                                                |                 |          | Positivo                 | [ 67 ] |
| Bill Stepien      | Gerente de campaña para la campaña presidencial 2020 de Donald Trump y exdirector de asuntos políticos de la Casa Blanca |                 |          | Positivo                 | [ 66 ] |
| Thom Tillis       | Senador de los Estados Unidos de Carolina del Norte                                                                      | Presente        |          | Positivo                 | [ 66 ] |
| Donald Trump      | 45 ° presidente de los Estados Unidos                                                                                    | Presente        | Presente | Positivo / Hospitalizado | [ 66 ] |
| Melania Trump     | Primera dama de los Estados Unidos                                                                                       | Presente        | Presente | Positivo                 | [ 66 ] |
| Chris Christie    | ex gobernador de Nueva Jersey y exfiscal de los Estados Unidos para el distrito de Nueva Jersey                          | Presente        |          | Positivo                 | [ 66 ] |
| John I. Jenkins   | Presidente de la Universidad de Notre Dame                                                                               | Presente        |          | Positivo                 | [ 67 ] |
| Ron Johnson       | Senador de los Estados Unidos por Wisconsin                                                                              |                 |          | Positivo                 | [ 66 ] |
| Nicholas Luna     | Asistente de Donald Trump                                                                                                |                 |          | Positivo                 | [ 68 ] |
| Mike Pence        | Vicepresidente de los Estados Unidos                                                                                     |                 |          | Negativo                 | [ 66 ] |
| Amy Coney Barrett | Candidata a la Corte Suprema                                                                                             | Presente        |          | Negativo                 | [ 66 ] |
| Joe Biden         | Candidato demócrata a presidente                                                                                         |                 | Presente | Negativo                 | [ 66 ] |
| William Barr      | Fiscal general |                 |          | Negativo                 | [ 68 ] |
| Chad Wolf         | Secretario de Defensa |                 |          | Negativo                 | [ 68 ] |